# Luis Manuel González
Luis Manuel González Barragán (29 de mayo de 1993, Michoacán, México) es un futbolista mexicano, juega como delantero y actualmente se encuentra sin equipo.

## Estadísticas
| Cruz Azul Jasso · México                                | 3.ª           | 2012-13       | 8  | 0 | - | - | - | - | 8  | 0 |
| Cruz Azul Jasso · México                                | Total club    | Total club    | 8  | 0 | - | - | - | - | 8  | 0 |
| Querétaro F. C. · México                                | 1.ª           | 2013-14       | 0  | 0 | 1 | 0 | - | - | 1  | 0 |
| Querétaro F. C. · México                                | Total club    | Total club    | 0  | 0 | 1 | 0 | 0 | 0 | 1  | 0 |
| Querétaro F. C. Premier · México                        | 3.ª           | 2014          | 10 | 0 | - | - | - | - | 10 | 0 |
| Querétaro F. C. Premier · México                        | Total club    | Total club    | 10 | 0 | - | - | - | - | 10 | 0 |
| Aguacateros · México                                    | 3.ª           | 2015-16       | 16 | 9 | - | - | - | - | 16 | 9 |
| Aguacateros · México                                    | Total club    | Total club    | 16 | 9 | - | - | - | - | 16 | 9 |
| D. Coras · México                                       | 2.ª           | 2017          | 0  | 0 | 1 | 0 | - | - | 1  | 0 |
| D. Coras · México                                       | Total club    | Total club    | 0  | 0 | 1 | 0 | 0 | 0 | 1  | 0 |
| Total carrera                                           | Total carrera | Total carrera | 34 | 9 | 2 | 0 | 0 | 0 | 36 | 9 |
| (1)Incluye datos de la Copa México. (2)Incluye datos de |               |               |    |   |   |   |   |   |    |   |